# تشارلز فرانكلين برانان
تشارلز فرانكلين برانان (بالإنجليزية: Charles Franklin Brannan)‏ (و. 1903 – 1992 م) هو سياسي ومحامي من الولايات المتحدة الأمريكية ولد في دنفر، كولورادو.
وهو عضو في الحزب الديمقراطي الأمريكي .

## روابط خارجية
- تشارلز فرانكلين برانان على موقع مونزينجر (الألمانية)
- تشارلز فرانكلين برانان على موقع إن إن دي بي (الإنجليزية)